# Nom de Nesout-bity
 (janvier 2023).
Si vous disposez d'ouvrages ou d'articles de référence ou si vous connaissez des sites web de qualité traitant du thème abordé ici, merci de compléter l'article en donnant les références utiles à sa vérifiabilité et en les liant à la section « Notes et références ».

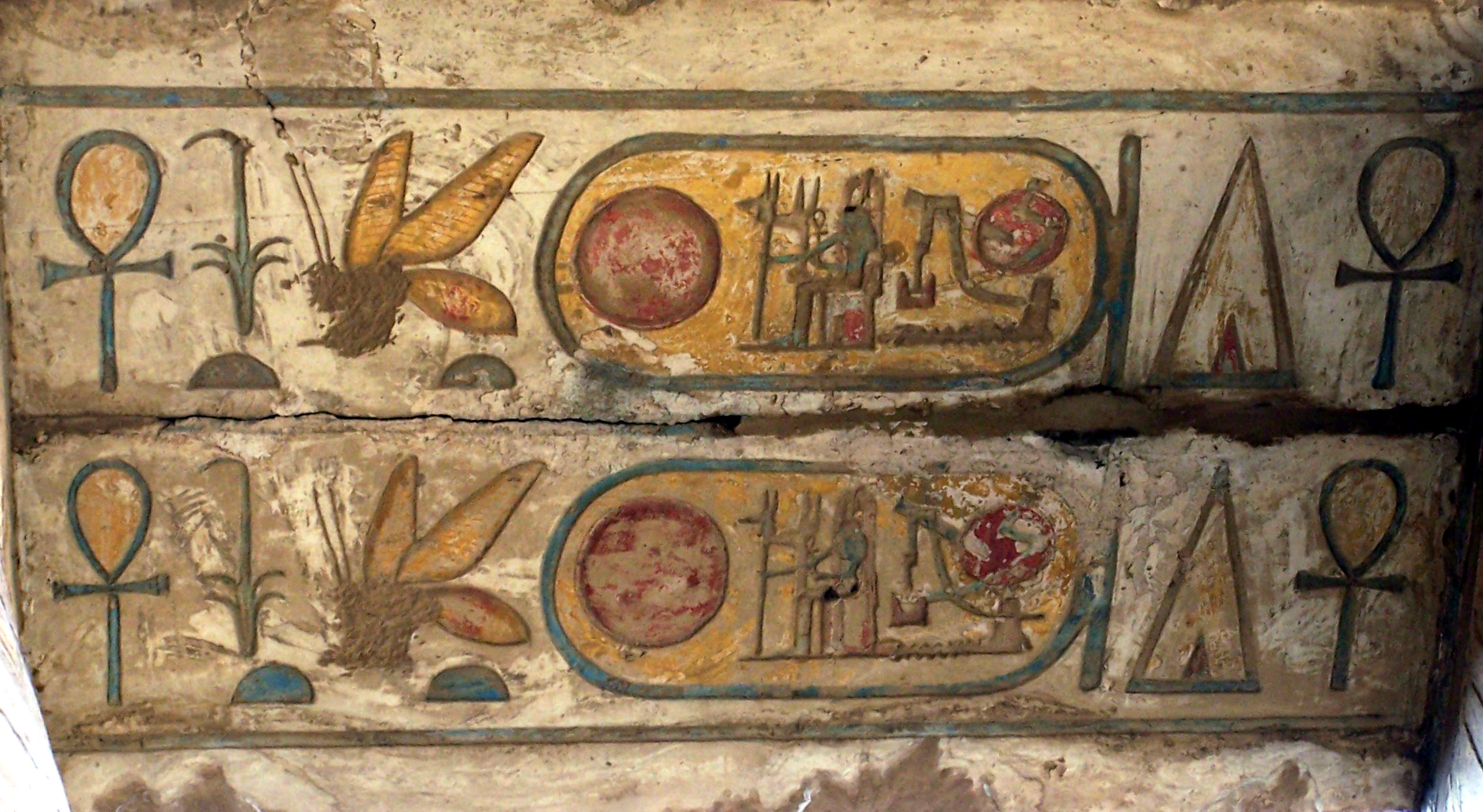
Nom de Nesout-Bity de Ramsès II sous une porte de Karnak.

Le nom de Nesout-bity (n(y)-swt-bity en translittération) est le « nom de couronnement » parmi les cinq noms de la titulature des pharaons dès l'Ancien Empire ; il est dans un cartouche.
N(y)-swt-bity, littéralement « Celui qui appartient au jonc (swt) et à l'abeille (bity) », que les égyptologues traduisent par « Roi de Haute et de Basse-Égypte », associe le roi à la flore et à la faune symboliques des deux parties du royaume.
Le nom de Nesout-bity est également appelé prænomen (c'est-à-dire « prénom », bien qu'il n'ait rien à voir avec le prénom moderne) ou encore « nom de couronnement ».
Exemples :
- Toutânkhamon : « Neb kheperou Rê » (Rê est le Maître des transformations) ;

|  |

|             |    |          |
| \| \| \| \| |    |          |
|             |    |          |
| N5          | L1 | Z2 · V30 |

| N5 | L1 | Z2 · V30 |

|  |

|             |    |          |
| \| \| \| \| |    |          |
|             |    |          |
| N5          | L1 | Z2 · V30 |

| N5 | L1 | Z2 · V30 |

- Amenhotep III : « Neb Maât Rê » (Rê est le Seigneur de la Maât) ;

|  |

|             |     |     |
| \| \| \| \| |     |     |
|             |     |     |
| N5          | V30 | C10 |

| N5 | V30 | C10 |

|  |

|             |     |     |
| \| \| \| \| |     |     |
|             |     |     |
| N5          | V30 | C10 |

| N5 | V30 | C10 |

- Nectanébo Ier : « Kheper ka Rê » (Le ka de Rê renaît).

|  |

|             |    |     |
| \| \| \| \| |    |     |
|             |    |     |
| N5          | L1 | D28 |

| N5 | L1 | D28 |

|  |

|             |    |     |
| \| \| \| \| |    |     |
|             |    |     |
| N5          | L1 | D28 |

| N5 | L1 | D28 |

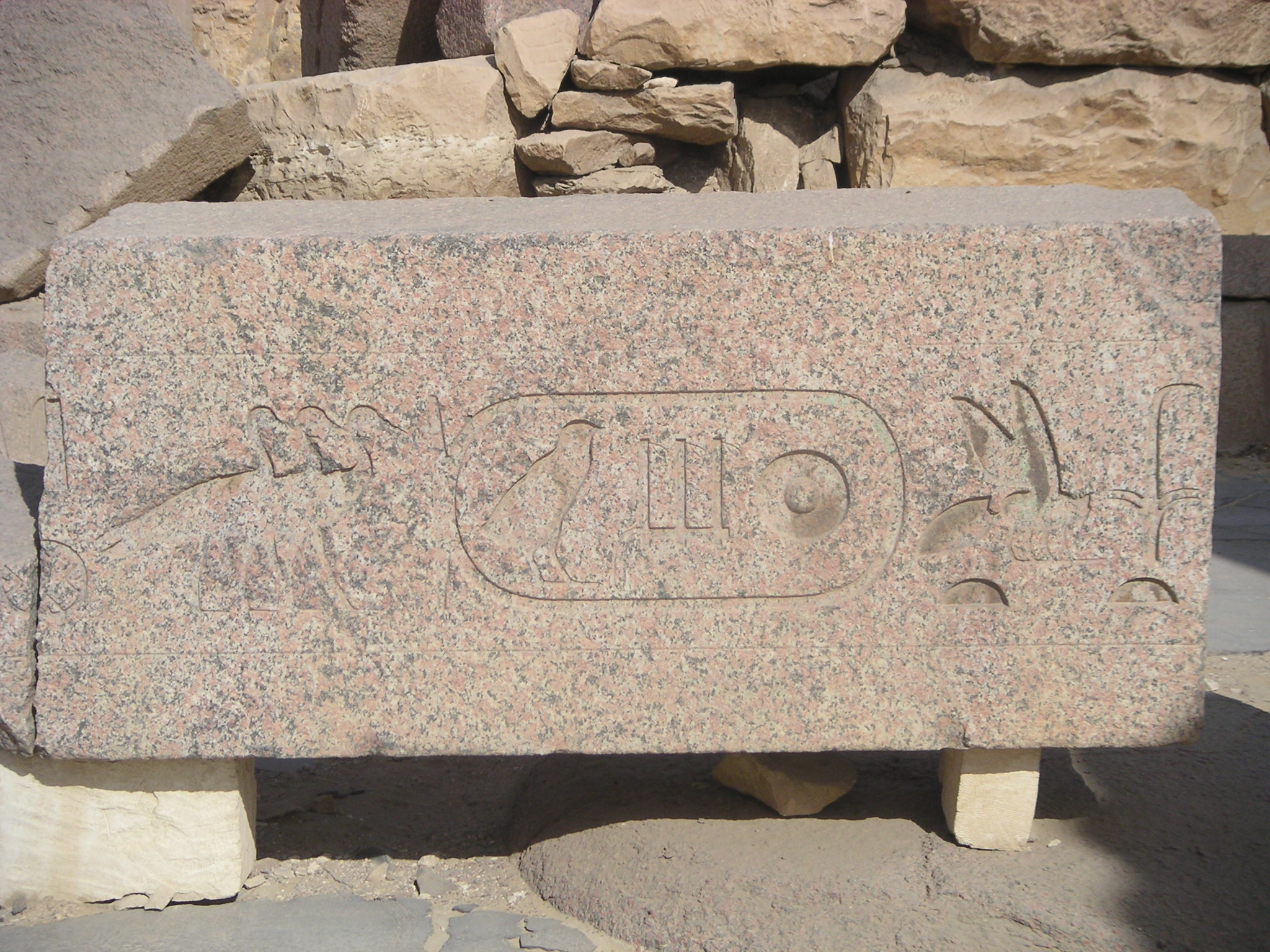
Nom de Nesout-Bity de Sahourê.

Ce titre est suivi du « nom de naissance » de Pharaon, le nom de Sa-Rê (fils de Rê), également dans un cartouche.
Les cinq noms suivants, dans cet ordre, furent utilisés à partir du roi Khéphren :
- Le nom d'Horus,
- Le nom de Nebty,
- Le nom d'Horus d'or,
- Le nom de Nesout-bity,
- Le nom de Sa-Rê.